# Марьевка (Близнюковский район)
Ма́рьевка (укр. Мар'ївка), село,
Софиевский сельский совет,
Близнюковский район,
Харьковская область, Украина.
Код КОАТУУ — 6320686304. Население по переписи 2001 г. составляет 60 (29/31 м/ж) человек.

## Географическое положение
Село Марьевка находится на левом берегу реки Большая Терновка. На противоположном берегу — село Новосёловка, рядом примыкают сёла Рудаево и Новомарьевка.
Возле села — несколько запруд.
В 3-х км — железнодорожная станция Рудаево.

## История
- 1825 — дата основания.

## Экономика
- В селе есть молочно-товарная ферма.